# Tagliamento
A Tagliamento (németül Dülmende) folyó Olaszország északkeleti részében, amely az Alpokban, a Mauria-hágón ered 1195 méter magasságban és Trieszt és Velence közt ömlik az Adriai-tengerbe. Hossza mintegy 178 km, vízgyűjtő területe 2916 km². Felső folyását a Karni-Alpok mészkőhegyei övezik.

## Külső hivatkozások
- Tagliamento – Fiumi.com (olaszul)